# Vestertana
Vestertana (nordsamisk: Deanodat) er en fjordarm af Tanafjorden i Tana kommune i Troms og Finnmark fylke i Norge. Fjorden har indløb mellem Kråkeneset i vest og Sommerneset i øst og går 10 kilometer mod sydvest til bebyggelsen Vestertana i bunden af fjorden. Øst for Sommerneset går Tarmfjorden mod syd. På vestsiden af fjorden ligger den dybe Vesterbukta.
Der ligger enkelte landbrug langs fjorden, som Fellesjorda på østsiden og Leaibbosvuovdi i floddalen til Leaibbosjohka der løber ud i bunden af fjorden. På den modsatte side af elven ligger Vestertana kapell, hvor der tidligere har været drevet skole. Fylkesvei 98 går langs den indre del af fjorden. 
De lavvandede områder i den inderste del af fjorden  er beskyttet som naturreservat med navnet, Vestertana naturreservat.